# Narjeh
Narjeh (persiska: نرجه, نيرجَ, نِرجِه) är en ort i Iran.   Den ligger i provinsen Qazvin, i den nordvästra delen av landet, 160 km väster om huvudstaden Teheran. Narjeh ligger 1 299 meter över havet och antalet invånare är 5 071.
Terrängen runt Narjeh är huvudsakligen platt, men norrut är den kuperad. Terrängen runt Narjeh sluttar österut. Runt Narjeh är det ganska glesbefolkat, med 32 invånare per kvadratkilometer. Närmaste större samhälle är Tākestān, 10,8 km nordost om Narjeh. Trakten runt Narjeh består till största delen av jordbruksmark.